# Tollo
Tollo è un comune italiano di 3 857 abitanti della provincia di Chieti in Abruzzo.

## Geografia fisica
Il centro abitato di Tollo sorge su una collina a circa 150 metri di altitudine; il territorio comunale si estende per circa 15 chilometri quadrati ed è attraversato dai fiumi Venna e Arielli che segnano rispettivamente i confini occidentale ed orientale del territorio tollese.
Nella classificazione sismica della protezione civile è identificato come Zona 3, cioè zona a sismicità bassa (il territorio è stato oggetto di studio di microzonazione sismica), mentre nella classificazione climatica è contrassegnato come Zona D.
La presenza delle due vallate dei fiumi Venna ed Arielli e di zone di territorio con forti pendenze, unitamente alla natura dei terreni prevalentemente argillosi e sabbiosi di natura arenaria, fa sì che all'interno del territorio comunale siano presenti alcune zone in cui il rischio da frana è di classe R1 (moderato) ed in minima parte R3 (elevato) ed R4 (molto elevato).

## Storia

### Origini del nome e fondazione
Sulle origini del paese si hanno varie ipotesi, anche a causa della mancanza di rilevanti fonti documentarie e della scarsità di strutture architettoniche o di ritrovamenti archeologici (sebbene siano stati ritrovati alcuni frammenti di dolia di epoca romana, ora conservati a Chieti presso il MANDA, Museo Archeologico Nazionale d'Abruzzo).
Il nome "Tollo", più che derivare da una presunta fondazione in epoca romana (dal nome "Tullio" o "Tutellum", ipotesi suffragata dal ritrovamento nel 1805 a Lanciano di una lapide in marmo, su cui erano incisi vari nomi di paesi fra cui quello di Tutelio), avrebbe origine dalla fondazione della città ad opera di un gruppo di crociati, originari forse di Tulle (Francia), tra la fine dell'XI e l'inizio del XII secolo. Questi soldati costruirono, sul modello della loro cittadina natale, una serie di luoghi fortificati - da cui i nomi delle attuali frazioni e località - su cui dominava la torre difensiva, situata in quella che è oggi la piazza centrale.
Nel 1067 in un documento di donazione da parte del Conte teatino Attone all'omonimo Vescovo pure teatino di una parte dei suoi beni nel Castello di Pizzo Corbaro e della Chiesa di Santa Vittoria, si nomina il Castello di Tollo come confine settentrionale; è dunque evidente che il toponimo riferito ad un castello vero e proprio, oltre che ad un borgo di coltivatori come tramandato dalla pergamena seguente, è da anticipare rispetto a quanto sostenuto nella genesi "francese" di cui sopra.
La testimonianza scritta più antica risale al 1067, in una pergamena in cui Tollo appare come paese in cui è prodotto vino, destinato al commercio attraverso il vicino porto di Ortona. I primi registri canonici in cui compare testimonianza di una chiesa dedicata all'Assunta, invece, sono dell'inizio del XIII secolo.

### Dal Cinquecento all’Ottocento
Nel XV secolo si ha notizia della presenza dell'Ordine teutonico; ad essi si deve la costruzione della chiesa di Santa Marina. Al 1566 circa risale invece la presunta occupazione da parte dei Turchi, da cui è nata la tradizione della festa alla Madonna del Rosario.
Intorno al XVIII secolo il paese passò sotto il dominio dei Borboni, ed entra a far parte del Regno delle Due Sicilie. Tra il 1707 e il 1775 passò alla famiglia di Ruggero I d'Altavilla.
In seguito divenne feudo di proprietà dei baroni Nolli, ricordati come i principali innovatori, per l'epoca, dell'economia e del commercio che si svolgeva nella cittadina. In particolare, Tollo fu la residenza del politico e patriota Antonio Nolli, il quale ricoprì diverse cariche politiche dapprima all'interno del consiglio comunale di Chieti, e successivamente, all'interno del Regno di Napoli per il quale ricoprì, tra le altre, la carica di Ministro delle Finanze. Il barone Antonio Nolli diede un grande impulso a Tollo e ai paesi limitrofi, grazie alla sua nomina nel 1817 a Presidente dell'Assemblea Generale di Abruzzo Citeriore, tramite la quale fece realizzare diverse opere viarie nell'area teatina e si adoperò per lo sviluppo del porto di Ortona.
Nel 1806, con la legge 132 Sulla divisione ed amministrazione delle province del Regno, Giuseppe Bonaparte riformò la ripartizione territoriale del Regno di Napoli: Tollo cominciò ad essere un "Comune" governato da un sindaco, che faceva riferimento alla provincia di Chieti, ove risiedevano le autorità che amministravano l'Abruzzo Citeriore per conto del re di Napoli.
Con l'Unità d'Italia, anche Tollo fu attraversata dal problema del brigantaggio, che nella zona conobbe violenze efferate e una repressione ancor più sanguinosa.

### Dall'epoca fascista ai nostri giorni
Tollo fu sede di un campo di concentramento fascista, aperto nell'ottobre 1941, all'interno del quale furono internati principalmente comunisti di origine slava. Il campo, che ospitò fino a circa 90 persone, era un edificio di civile abitazione di proprietà dell'industriale milanese Cav. Giuseppe Foppa Pedretti ed era situato nel centro abitato: per tale motivo non garantiva le necessarie misure di sicurezza e di igiene e fu dunque chiuso nell'estate del 1943. Gli internati furono trasferiti nei campi di concentramento di Corropoli (TE) e di Bagno a Ripoli (FI).
In quegli anni, la storia di Tollo risulta essere fortemente segnata dalla Seconda guerra mondiale, la quale provocò la distruzione completa del paese. Dopo l'armistizio dell'8 settembre 1943, infatti, lo scontro tra truppe tedesche e armate alleate si concentrò a ridosso della Linea Gustav, distruggendo violentemente i paesi più grandi (Ortona) come i centri più piccoli. I primi bombardamenti colpirono Tollo nella notte del 5 dicembre 1943: la popolazione fu costretta, in un primo momento, a rifugiarsi in ripari di fortuna scavati nell'arenaria (vere e proprie grotte), ma pochi giorni dopo dovette abbandonare il paese (sfollamento), precisamente nella notte tra il 14 e il 15 dicembre. Molti furono anche i tollesi, soprattutto maschi, deportati nell'Italia settentrionale. Il 4 marzo 1944 ci fu la prima risposta da parte delle truppe alleate, che cominciarono a spezzare il fronte tedesco, fino alla liberazione definitiva che avvenne nell'estate di quell'anno.
Con la fine della Guerra, iniziò la ricostruzione morale e civile del paese che, nel corso degli anni sessanta e settanta, conobbe un periodo di forte sviluppo, soprattutto grazie alla fondazione di due importanti cooperative agricole (1960 e 1962). Queste ultime permisero ai cittadini tollesi l'avvio di un progressivo miglioramento economico e favorirono nel tempo la diffusione dei prodotti agricoli tollesi in Italia e, in questi ultimi decenni, in Europa e nel mondo.

### Simboli
Lo stemma comunale e il gonfalone sono stati concessi con decreto del presidente della Repubblica del 27 aprile 1994.
Il castello nello stemma fa probabilmente riferimento alle leggendarie fortificazioni costruite dai crociati di Simone Dimanche o dal capitano angioino Toulet e all'antico nome di Castrum Tullum.
Il gonfalone è un drappo di azzurro.

## Monumenti e luoghi d'interesse

### Architettura civile
Tollo, a causa della vicinanza alla cosiddetta linea Gustav, sulla quale si scontrarono gli eserciti tedesco e americano, è stato uno dei paesi maggiormente danneggiati dalla seconda guerra mondiale in Italia. Fu quasi completamente rasa al suolo, e pertanto non si hanno importanti monumenti storici ed antichi. Il centro storico si sviluppava da via Roma (ex corso Antonio Nolli), parte novecentesca, sino al colle della chiesa madre, dove si trovava la torre di guardia col castello, con l'antico borgo. Attualmente solo pa parrocchia di Santa Maria Assunta è l'attrazione artistica, benché rifatta seguendo lo stile neoclassico nel 1950 circa.
- Il palazzo baronale dei Nolli. Oltre alla residenza signorile dei Nolli, comprendeva grotte sotterranee in cui venivano rinchiusi i non graditi ai padroni del palazzo, che punivano alcune persone che infrangevano le leggi sulla pubblica piazza. L'ultima discendente della famiglia, invece, usa queste grotte come frigoriferi.[16] La distruzione pressoché totale del paese durante la seconda guerra mondiale non risparmiò il palazzo baronale, di cui attualmente restano visibili solo alcuni resti, lungo il colle dove sorge la chiesa di Santa Maria Assunta. Il palazzo fi eretto sopra la torre di controllo di Tollo, che fu assediata dai turchi nell'estate 1566.

- Il Teatro all'aperto, all'interno del parco comunale della chiesa madre, ospita nei mesi estivi rassegne teatrali e musicali, esibizioni sportive. All'interno del parco comunale è presente inoltre un auditorium.
- L'EnoMuseo comunale, aperto in via Battisti, in uno stabile del colle della chiesa madre, inaugurato nel 2015 dopo le opere di restauro di uno palazzo storico del centro, comprende diversi ambienti dedicati all'esposizione di strumenti ed attrezzi storici legati al lavoro delle vigne e alla produzione del vino ed ospita una collezione di vini locali storici. Al suo interno sono presenti un auditorium ed una sala degustazione, presso i quali vengono organizzati eventi culturali, mostre, concerti, conferenze, corsi ecc.
- Il Monumento ai caduti nel parco adiacente alla chiesa di Maria SS. Assunta.

### Architetture religiose
- La chiesa parrocchiale è dedicata a Maria Santissima Assunta, e custodisce una preziosa statua lignea della Madonna del Rosario. La chiesa si trova sul colle dell'antica Tollo, dove si trovava anche il castello, col palazzo baronale dei Nolli. Fu rifatta in stile neoclassico nel XIX secolo, a pianta a croce greca, avendo subito l'incendio nel 1566 dei turchi, e necessitando di una nuova più grande fabbrica. Nel 1943-44 la chiesa fu quasi del tutto distrutta dai tedeschi, ne restavano in piedi solo il campanile e parte della base della facciata. La ricostruzione fu celere e filologica nel rispettare l'impianto neoclassico ottocentesco: la facciata snella è divisa da cornicione marcapiano, con portale architravato a timpano triangolare, nel secondo settore vi è un finestrone, l'architrave superiore è ad andamento curvilineo. Il campanile laterale è una torre a pianta quadrangolare con cuspide piramidale; l'interno a navata unica a croce greca, ha nella zona centrale una cupola sorretta da pennacchi e colonne con capitelli corinzi. Gli stucchi sono in stile pseudo barocco e neoclassico, con tre altari, di cui quello principale ospita la tela della Madonna del Rosario.
- La chiesa Santa Croce è stata ristrutturata nel 1931, si trova in via Roma. Incassata tra le case nel centro storico del paese, era sede di un'antica confraternita, ora estinta. La facciata in stile molto semplice, è in mattoni a vista, con finestra centrale e architrave a timpano triangolare; il campanile è una torretta laterale.
- La chiesa di Santa Marina risale al 1450. Fu quasi completamente distrutta durante la seconda guerra mondiale: aveva pianta a tre navate con copertura lignea a falde. Alla sinistra della facciata, sulla quale vi erano 12 finestrelle romaniche.[16], era addossato un campanile dietro al quale sorgeva la sagrestia. Fu ricostruita negli anni sessanta in prossimità del cimitero. Nel 1964 venne rubata la statua di Santa Marina. La chiesa assume un aspetto pseudo romanico, con la facciata a salienti con tetto spiovente, un oculo rotondo centrale, e un piccolo nartece che precede il portale lunettato. Il campanile laterale è una torre a pianta quadrangolare con la cuspide piramidale ottagonale. L'interno a navata unica, ha il soffitto ligneo, un arco trionfale introduce al presbiterio con abside semicircolare.

## Società

### Evoluzione demografica
Abitanti censiti

## Cultura

### Feste e manifestazioni
- La rievocazione storica dell'assedio dei Turchi è il principale evento che si tiene a Tollo. Si svolge la prima domenica di Agosto, alle 12:00 in punto in piazza Caduti di Nassirya, dove per l'occasione viene eretta una torre in legno. Secondo la tradizione, grazie all'intervento soprannaturale della Madonna del Rosario, le truppe crociate locali riuscirono a sopraffare le truppe ottomane guidate dell'ammiraglio Piyale Paşa, che invase la costa abruzzese nel 1566 facendo razzia anche nei territori interni della zona. La rievocazione storica prevede cortei in costume nel centro abitato del paese e successivamente la rappresentazione della battaglia, con oltre 50 figuranti che ripropongono lo scontro tra Turchi e Cristiani.[18]

Altre celebrazioni sono dedicate ai vari patroni del paese:
- San Pasquale, 17 maggio; in quest'occasione è tradizione consumare "toll' e fave", piatto povero a base di fave e di tolle dell'aglio.
- Santa Marina, 17 luglio;
- San Rocco, 16 agosto; durante la processione serale le donne, in costume, portano sul capo conche in rame con fiori come segno di ringraziamento.
- Santa Lucia, 13 dicembre; era il giorno della fiera d'inverno, in cui in tanti accorrevano dai paesi limitrofi per le spese in vista del Natale.

## Economia
L'economia si basa sul settore agricolo, in particolare sulla produzione di vini DOCG con Tullum o Terre Tollesi, DOC,Montepulciano d'Abruzzo e Trebbiano d'Abruzzo, nonché di uva da tavola di ottima qualità.
Da segnalare, nel campo vitivinicolo, la creazione nel 2008 della DOC Tullum, tra le più piccole d’Italia e la prima denominazione territoriale dell’Abruzzo, nel 2019 trasformato in DOCG. Il riconoscimento della DOC e successivamente DOCG è stato possibile grazie al lavoro di zonazione condotto da Cantina Tollo insieme all’Università degli studi di Milano. Insiste su un territorio estremamente limitato – 300 ettari solo ed esclusivamente nel Comune di Tollo – e si caratterizza per la rigidità dei parametri produttivi.
Meno rilevante la produzione artigianale e quella industriale, legata comunque all'indotto agricolo e al mondo dei servizi alla viticoltura.

## Amministrazione
| Periodo          | Periodo        | Primo cittadino   | Partito                                                            | Carica  | Note          |
| ---------------- | -------------- | ----------------- | ------------------------------------------------------------------ | ------- | ------------- |
| 23 aprile 1995   | 1997           | Gigino Di Pillo   | Lista Civica di Centro                                             | Sindaco | [ 20 ]        |
| 17 novembre 1997 | 26 maggio 2002 | Antonio Di Biase  | Lista Civica di Centro-sinistra                                    | Sindaco | [ 21 ]        |
| 27 maggio 2002   | 6 maggio 2012  | Angelo Gialloreto | Lista Civica di Centro-destra (2002-2007) Lista Civica (2007-2012) | Sindaco | [ 22 ] [ 23 ] |
| 7 maggio 2012    | in carica      | Angelo Radica     | Lista Civica Progetto Tollo                                        | Sindaco | [ 24 ]        |

### Altre informazioni amministrative
Il comune aderisce alla Associazione nazionale Città del Vino, all'Associazione dei comuni virtuosi e al Patto territoriale Chietino-Ortonese per l'occupazione e lo sviluppo integrato del territorio.

## Sport
Nel 1980, ispirata da Tom La Sorda, nasce ed è tuttora presente in città, la squadra del Tollo Baseball e Softball.
Altra società sportiva attiva a Tollo da oltre venti anni, è la società di pallavolo VDC Volley Tollo, che ha partecipato a numerosi campionati sia in ambito maschile (fino ad effettuare i play-off per la promozione in serie B2) che in ambito femminile. Diversi giocatori cresciuti anche nelle giovanili della VDC Volley Tollo si sono affermati a livello nazionale giocando in squadre professionistiche. La locale società di pallavolo ha anche avuto tra le sue file Paolo Nicolai (medaglia d'argento di beach volley alle Olimpiadi di Rio de Janeiro del 2016 e detentore di altri importanti trofei internazionali), nel suo ultimo anno di attività di pallavolo indoor.
A Tollo sono presenti anche due società calcistiche, la S.S.D. Tollo Calcio militante nel campionato di Prima Categoria Abruzzese di Calcio a 11 e la società sportiva ASD Sporting Tollo militante nel campionato di Serie C2 di Calcio a 5.